# Lloyd Mangrum
Lloyd Eugene Mangrum (Trenton, Texas, Estados Unidos, 1 de agosto de 1914 - 17 de noviembre de 1973) fue un golfista estadounidense que se destacó en el PGA Tour en las décadas de 1940 y 1950. Obtuvo 36 victorias en dicho circuito, lideró la lista de ganancias en la temporada 1951 y recibió el Trofeo Vardon al menor promedio de golpes en 1951 y 1953.
Este golfista ganó el Abierto de los Estados Unidos y resultó segundo en 1950 y tercero en 1953 y 1954. También obtuvo el segundo puesto en el Masters de Augusta de 1940 y 1949, y el tercero en 1950 y 1953. En cuanto al Campeonato de la PGA, alcanzó las semifinales en 1941 y 1949, y los cuartos de final en 1947 y 1950. En total, logró 17 top 5 y 26 top 10 en torneos mayores. En su única aparición en el Abierto Británico de 1953, acabó en el 24º puesto.

## Biografía
Mangrum nació en Texas, aunque en su etapa en la secundaria vivió en Los Ángeles (California). Su carrera deportiva se vio interrumpida durante la Segunda Guerra Mundial, donde fue sargento en la Armada de Estados Unidos. Participó en la invasión de Normandía y la Batalla de las Ardenas, y recibió dos Corazones Púrpuras.
En 1948, Mangrum consiguió siete triunfos en el PGA Tour, entre ellos el World Championship of Golf, así como 21 top 10. En 1949 ganó cuatro torneos y en 1950 triunfó cinco veces. Lideró la lista de ganancias de 1951, luego de obtener cuatro triunfos. En 1953 ganó cuatro torneos nuevamente.
Por otra parte, ganó el Abierto de Argentina de 1946 y el Abierto de Filipinas de 1952. Asimismo, disputó la Copa Ryder con la selección estadounidense en las cuatro ediciones entre 1947 a 1953, logrando seis victorias en ocho partidos.
Mangrum se destacaba en el juego corto y realizando tiros rasantes con hierros. Era zurdo de nacimiento, aunque jugaba como diestro. Por su personalidad fría y su temple en momentos decisivos, era apodado Mr. Icicle ("Señor Carámbano").
Padeció de infartos cardíacos que lo obligaron a retirarse del golf, y murió a la temprana edad de 59 años. El golfista Byron Nelson y el periodista Jim Murray decían que Mangrum es el mejor golfista olvidado en la historia. En 1998 ingresó en el Salón de la Fama del Golf Mundial.